# Verbascum pseudohajastanicum
Verbascum pseudohajastanicum är en flenörtsväxtart som beskrevs av Hub.-mor.. Verbascum pseudohajastanicum ingår i släktet kungsljus, och familjen flenörtsväxter. Inga underarter finns listade i Catalogue of Life.